# Jeon Ik-ryeong
Jeon Ik-ryeong (26 de julio de 1981; conocida hasta 2011 con el nombre artístico de Jeon Ye-seo) es una actriz de Corea del Sur.

## Carrera
En marzo de 2020 se unió al elenco recurrente de la serie Welcome donde dio vida a Park Sin-ja.

## Filmografía

### Series de televisión
| Año  | Título                                | Rol                  | Red  | Notas            | Ref.        |
| ---- | ------------------------------------- | -------------------- | ---- | ---------------- | ----------- |
| 2003 | Dae Jang Geum                         |                      | MBC  |                  |             |
| 2004 | Immortal Admiral Yi Sun-sin           | Chung-hyang          | KBS1 |                  |             |
| 2005 | TV Novel: Hometown Station            | Chae Sun-kyung       | KBS1 |                  |             |
| 2006 | Chunyoung                             |                      | KBS2 | Drama City       |             |
| 2007 | A Death Messenger With Amnesia        |                      | KBS2 | Drama City       |             |
| 2007 | The Devil                             | Oh Seung-hee         | KBS2 |                  |             |
| 2007 | Belle                                 | Oh Hyang-sook        | KBS1 |                  |             |
| 2008 | Life Special Investigation Team       | Yoon Ji-eun          | MBC  | Cameo, ep. 9- 10 |             |
| 2010 | The Great Merchant                    | Baek Jo-rye          | KBS1 |                  |             |
| 2010 | Texas Hit                             |                      | KBS2 | Drama Special    |             |
| 2010 | Just Say It!                          | Ham Kye-shin         | KBS2 | Drama Special    |             |
| 2011 | Indomitable Daughters-in-Law          | Park Se-ryung        | MBC  |                  |             |
| 2012 | Gate of Non-Duality                   | Hae-jung             | KBS2 | Drama Special    |             |
| 2012 | My Prettiest Moments                  | Lee Shin-ae          | KBS2 | Drama Special    |             |
| 2013 | The Suspicious Housekeeper            | Escritora Kwon       | SBS  | Cameo            |             |
| 2014 | Jeong Do-jeon                         | Lady Jang            | KBS1 |                  |             |
| 2015 | Enchanting Neighbor                   | Seo Bong-hee         | SBS  |                  |             |
| 2017 | Good Manager                          | Esposa del Jefe Lee  | KBS2 |                  | [ 4 ]       |
| 2018 | 30 But 17                             | Kim Hyun-jin         | SBS  |                  |             |
| 2018 | Voice 2                               | Madre de Bang Je-soo | OCN  | Ep. 9, 11-12     |             |
| 2019 | Goo Hae-ryung, la historiadora novata | Mo-hwa               | MBC  |                  | [ 3 ]       |
| 2020 | Welcome                               | Park Sin-ja          | KBS2 |                  |             |
| 2021 | Oh My Ladylord                        | Jung Yu-ra           | MBC  |                  |             |
| 2022 | Tracer                                | Ahn Kyung-hee        | MBC  |                  |             |
| 2022 | I Haven't Done My Best Yet            | Shin Da Hye          | tvN  |                  |             |
| 2023 | Payback                               | Won Ji-ah            | SBS  |                  |             |
| 2023 | Brain Cooperation                     | Kim Jae-suk          | KBS2 |                  | [ 5 ] [ 6 ] |
| 2024 | El cuento de la dama Ok               | Esposa del Sr. Song  | JTBC |                  | [ 7 ] [ 8 ] |

### Cine
| Año  | Título                                 | Rol                        | Notas                         |
| ---- | -------------------------------------- | -------------------------- | ----------------------------- |
| –    | The Most Beautiful Picnic in The World | escritora y documentalista | Sin estrenar, filmada en 2010 |
| 2002 | Who Are You?                           |                            |                               |
| 2003 | Runaway                                |                            | Cortometraje                  |
| 2003 | Float in the air                       |                            | Cortometraje                  |
| 2005 | Possible Changes                       |                            |                               |
| 2013 | Meet a Life Companion                  |                            | Cortometraje                  |
| 2016 | A Man and a Woman                      | Hyo-seon                   |                               |
| 2018 | Unstoppable                            |                            |                               |
| 2019 | The Bad Guys: Reign of Chaos           | Choi Seon-mi               |                               |
| 2023 | Identidad desbloqueada                 | Jeong-mi                   |                               |

## Premios y nominaciones
| Año  | Premio           | Categoría                                                              | Nominación                                           | Resultado |
| ---- | ---------------- | ---------------------------------------------------------------------- | ---------------------------------------------------- | --------- |
| 2006 | KBS Drama Awards | Premio a la excelencia, a la Actriz en un Acto/Especiales/cortometraje | Chunyoung                                            | Nominada  |
| 2007 | KBS Drama Awards | Premio a la excelencia, a la Actriz en un Acto/Especiales/cortometraje | Un Mensajero de la Muerte Con Amnesia                | Ganadora  |
| 2012 | KBS Drama Awards | Premio a la excelencia, a la Actriz en un Acto/Especiales/cortometraje | Mi Más Bonitos Momentos, La puerta de la No-Dualidad | Nominada  |